# جون ميلر (لاعب كرة قدم بريطاني)
جون ميلر (بالإنجليزية: John Millar)‏ (31 ديسمبر 1927 في المملكة المتحدة - 1 نوفمبر 1991 بلنكولن في المملكة المتحدة) هو مدرب كرة قدم ولاعب كرة قدم بريطاني في مركز مهاجم داخلي. لعب مع برادفورد سيتي وغريمسبي تاون وكوين أوف ساوث.